# Sousse Jaouhara
La delegació o mutamadiyya de Sousse Jawhara o Sousse Jaouhara (àrab: معتمدية سوسة جوهرة, muʿtamadiyyat Sūsa Jawhara) és una delegació de Tunísia a la governació de Sussa, formada pels barris a la part sud de la ciutat de Sussa, entre la zona costanera (Sousse Médina) i la delegació de Sousse Riadh (els barris del sud-oest). Propera al centre de la ciutat, és una delegació comercial i amb nombrosos edificis i serveis públics. La delegació té una població de 52.710 habitants.

## Administració
Com a delegació o mutamadiyya, duu el codi geogràfic 31 53 (ISO 3166-2:TN-12) i està dividida en sis sectors o imades:
- Oued Blibane (31 53 51)
- Hached (31 53 52)
- Hédi Chaker (31 53 53)
- Bou Hassina (31 53 54)
- Mohamed El Karoui (31 53 55)
- Sahloul (31 53 56)

A nivell de municipalitats o baladiyyes, forma part de la municipalitat de Sussa (codi geogràfic 31 11).